# Naprzód, Wspaniali!
Naprzód, Wspaniali! – powieść dla młodzieży Edmunda Niziurskiego, wydana w 1971 roku. Pierwsza część tzw. trylogii odrzywolskiej, której dalszymi częściami są Awantury kosmiczne i Adelo, zrozum mnie!.

## Fabuła
Czworo rejtaniaków (uczniów szkoły imienia Tadeusza Reytan w Odrzywołach), noszących tytuł Wspaniałych, postanawia udowodnić, że naprawdę zasługuje na owo zaszczytne miano i zamierza rozwiązać tajemnicę miejscowych piwnic browaru, gdzie od pewnego czasu mają miejsce niepokojące wydarzenia.

## Bohaterowie
- Zygmunt Gnacki (Gnat) – (...) najstarszy, najsilniejszy, a prócz tego cieszył się sławą teoretyka. Naprawdę, rzadko się zdarza, żeby najsilniejszy typ w klasie był zarazem najtęższym mózgiem. Ale gdy to się jakimś cudem zdarzy, powstaje właśnie taki fenomen jak Gnat. Redaktor szkolnej gazetki.

- Tomek Okist – narrator powieści, jeden z redaktorów szkolnej gazetki. Niechętnie, ale podporządkowuje się pomysłom najbliższego przyjaciela, Gnata. Ma ambicje literackie. Tytuł Wspaniałego zdobył zwyciężając w telewizyjnym turnieju miast jako reprezentant rodzinnych Odrzywołów.

- Aleksander Kleksiński (Kleksik) – Wspaniały Dyplomowany; tytuł ten zdobył w porę dostrzegając pożar i gasząc go (w nagrodę otrzymał od straży pożarnej specjalny dyplom). Posiada sporą wiedzę zoologiczną, nabytą w czasie pobytu u wuja, pracującego w warszawskim ZOO.

- Maciej Kwękacz (Kwękuś albo Kękuś[1]) – Półwspaniały; z powodu pecha nigdy nie udało mu się zrobić niczego, co pomogłoby mu uzyskać tytuł. Tymczasowe miano Półwspaniałego otrzymał za nieudaną próbę ucieczki na wojnę w Wietnamie.